# Jevgeni Podkletnov
Jevgeni Nikolajevitsj Podkletnov (Russisch: Евгений Николаевич Подклетнов) (1955) is een Russisch natuurkundige die beweerde een apparaat bedacht te hebben dat het gewicht van een voorwerp met 2% zou kunnen verminderen. Andere wetenschappers hebben Podkletnovs experiment geprobeerd te herhalen, maar bij hen lukte het niet. NASA, BAE en Boeing zouden hebben laten blijken onderzoek te doen naar dit apparaat - voor Boeing mogelijk een hoax, want Boeing ontkende het verhaal in Bellevue's Eastside Journal in 2002. Op de 2001 AIAA JPC Breakthrough Propulsion Physics Conference in Salt Lake City (9-11 juli 2001), gaf R.C. Woods voor BAE toe dat het resultaat negatief was, terwijl Robertson voor NASA verklaarde dat het onderzoek geen bruikbare conclusies opleverde.